# Boa Vista da Aparecida
Boa Vista da Aparecida ist ein brasilianisches Munizip im Westen des Bundesstaats Paraná. Es hat 7.924 Einwohner (2022), die sich Boa-Vistenser nennen. Seine Fläche beträgt 266 km². Es liegt 453 Meter über dem Meeresspiegel.

## Etymologie
Im Jahr 1970 wurde der heutige Name offiziell festgelegt. Boa Vista da Aparecida heißt auf Deutsch Schöne Aussicht. Dieser Name wurde aufgrund der schönen Aussicht und der Qualität des Bodens sowie der Verehrung der Muttergottes von Aparecida, der Nationalheiligen Brasiliens, gewählt.

## Geschichte

### Besiedlung
Die Besiedlung begann in den 1920er Jahren.

### Erhebung zum Munizip
Boa Vista da Aparecida wurde durch das Staatsgesetz Nr. 7551 vom 22. Dezember 1981 aus Capitão Leônidas Marques ausgegliedert und in den Rang eines Munizips erhoben. Es wurde am 1. Februar 1983 als Munizip installiert.

## Geografie

### Fläche und Lage
Boa Vista da Aparecida liegt auf dem Terceiro Planalto Paranaense (der Dritten oder Guarapuava-Hochebene von Paraná). Seine Fläche beträgt 266 km². Es liegt auf einer Höhe von 453 Metern.

### Vegetation
Das Biom von Boa Vista da Aparecida ist Mata Atlântica.

### Klima
Das Klima ist gemäßigt warm. Es werden hohe Niederschlagsmengen verzeichnet (1869 mm pro Jahr). Im Jahresdurchschnitt liegt die Temperatur bei 21,1 °C. Die Klimaklassifikation nach Köppen und Geiger lautet Cfa.

### Gewässer
Boa Vista da Aparecida liegt im Einzugsgebiet des Rio Iguaçu. Dieser bildet als Stausee die südliche Grenze des Munizips. Die westliche Grenze folgt dem Verlauf des rechten Iguaçu-Nebenflusses Rio Andrada. Die östliche Grenze folgt dem Rio Tormenta, der ebenfalls zum Iguaçu fließt.

### Straßen
Boa Vista da Aparecida ist über die PR-484 mit Capitão Leônidas Marques im Südwesten und Quedas do Iguaçu im Osten verbunden. Über die PR-180 kommt man im Norden nach Cascavel.

### Nachbarmunizipien
|                          | Cascavel                                    |                       |
| Santa Lúcia              | Kompassrose, die auf Nachbargemeinden zeigt | Três Barras do Paraná |
| Capitão Leônidas Marques | Nova Prata do Iguaçu                        |                       |

## Stadtverwaltung
Bürgermeister: Leonir Antunes dos Santos, PL (2021–2024)
Vizebürgermeister: Gilmar Bett, PDT (2021–2024)

## Demografie

### Bevölkerungsentwicklung
| Jahr | Einwohner | Stadt | Land |
| ---- | --------- | ----- | ---- |
| 1991 | 10.370    | 31 %  | 69 % |
| 2000 | 8.423     | 54 %  | 46 % |
| 2010 | 7.911     | 62 %  | 38 % |
| 2022 | 7.924     |       |      |

Quelle: IBGE, bis 2010: Volkszählungen und Volkszählung 2022

### Ethnische Zusammensetzung
| Gruppe * | 1991    | 2000    | 2010    | wer sich als …                                                                   |
| --- | ------- | ------- | ------- | -------------------------------------------------------------------------------- |
| Weiße | 84,0 %  | 77,6 %  | 68,2 %  | weiß bezeichnet                                                                  |
| Schwarze | 1,3 %   | 0,8 %   | 2,9 %   | schwarz bezeichnet                                                               |
| Gelbe | 0,0 %   | 0,0 %   | 1,5 %   | von fernöstlicher Herkunft wie japanisch, chinesisch, koreanisch etc. bezeichnet |
| Braune | 14,8 %  | 21,1 %  | 27,3 %  | braun oder als Mischung aus mehreren Gruppen bezeichnet                          |
| Indigene | 0,0 %   | 0,1 %   | 0,1 %   | Ureinwohner oder Indio bezeichnet                                                |
| ohne Angabe | 0,0 %   | 0,3 %   | 0,0 %   |                                                                                  |
| Gesamt | 100,0 % | 100,0 % | 100,0 % |                                                                                  |
| *) Das IBGE verwendet für Volkszählungen ausschließlich diese fünf Gruppen. Es verzichtet bewusst auf Erläuterungen. Die Zugehörigkeit wird vom Einwohner selbst festgelegt. |         |         |         |                                                                                  |

Quelle: IBGE (Stand: 1991, 2000 und 2010)

## Wirtschaft

### Gewerbe
Boa Vista da Aparecida hat kleine Möbelfabriken, Bekleidungshersteller, Bäckereien, Geschäfte, Supermärkte und eine Molkerei.

### Landwirtschaft
In der Landwirtschaft ist die Produktion von Sojabohnen (90.000 Sack/Jahr), Weizen (40.000 Sack/Jahr), Mais (16.000 Sack/Jahr) und Bohnen (6.000 Sack/Jahr) erwähnenswert. Außerdem gibt es Fischzucht, Seidenraupenzucht, Geflügel, Regenwurmzucht, Schweine, Rinder und Milchproduktion.

### Tourismus
Besonderes Augenmerk hat die Gemeinde auf den Tourismus gelegt. Denn durch den Bau der Salto-Caxias-Talsperre für das Kraftwerk Governador José Richa entstand der Stausee, an dem sich heute verschiedene Freizeiteinrichtungen befinden.

### Kennzahlen
Mit einem Bruttoinlandsprodukt pro Einwohner von 18.559,39 R$ bzw. rund 4.100 € lag Boa Vista da Aparecida 2019 auf dem 365. Platz im untersten Viertel der 399 Munizipien Paranás.
Sein Index der menschlichen Entwicklung von 0,670 (2010) setzte es auf den 323. Platz ebenfalls im untersten Viertel der paranaischen Munizipien.